# EHF Champions League (maschile)
La EHF Champions League è la massima competizione europea di pallamano maschile per club.
Dalla stagione 2010-2011 alla stagione 2021-2022 il suo nome è stato legato all'industria danese di finestre Velux, mentre dalla stagione 2022-2023 il naming sponsor della competizione è Machineseeker, azienda tedesca di ricerca e compravendita di macchine.
È organizzata dall'EHF ed è riservata ai club campioni o meglio piazzati nei campionati di massima divisione appartenenti alle federazioni di pallamano affiliate alla EHF; essa vide la luce nel 1956 e da allora si è sempre disputata con le eccezioni negli anni 1958, 1961 e 1964 che non si disputarono a causa della Coppa del mondo.
Attuale campione d'Europa, e detentore della Coppa, è il Magdeburgo che ha battuto in finale il Füchse Berlino per 32-26.
Ad oggi è il Barcellona la squadra che vanta più titoli vinti, 12; a seguire, Magdeburgo e Gummersbach con 5. A livello di federazioni, invece, la Germania vanta 22 vittorie seguita dalla Spagna con 18 vittorie.

## Denominazione
- 1957 - 1993: European Champions Cup - (Coppa dei Campioni)
- 1993 - 2010: EHF Champions League
- 2010 - 2022: EHF VELUX Champions League
- 2022 - oggi: Machineseeker EHF Champions League

## Storia
La European Champions Cup venne istituita nel 1956 e, solo per la prima edizione della coppa, vi parteciparono le selezioni delle principali città europee. A partire dalla seconda edizione invece vi parteciparono solo squadre di club. Il primo titolo fu vinto dalla selezione della città Praga.
Durante gli anni sessanta vi furono tre interruzioni del torneo, nel 1958, nel 1961 e nel 1964, a causa della concomitanza con la Coppa del Mondo. Nel 1969 la coppa fu annullata perché diverse squadre stavano protestando contro l'occupazione della Cecoslovacchia.
Fino ai primi anni ottanta ci fu un dominio delle squadre tedesche capaci di vincere ben 14 edizioni della coppa. Il VfL Gummersbach in questi anni diventa la squadra più titolata capace divincere ben cinque titoli continentali.
Durante la prima metà degli anni ottanta sono le squadre dell'Europa orientale come l'Urss o la Jugoslavia a dominare la scena.
Nel 1994 il torneo viene ridenominata EHF Champions League. Da questo momento inizia l'ascesa delle squadre spagnole che culmina con l'epopea del Barcellona capace di vincere per ben cinque consecutivamente il trofeo, dal 1996 al 2000. Durante le ultime edizioni si è avuto un ritorno delle squadre tedesche al vertice del maggior torneo continentale.

## Formato della manifestazione

### Criteri di qualificazione
Alla manifestazione prendono parte 16 squadre di 27 delle 52 federazioni affiliate alla EHF.
I primi 9 club sono qualificati secondo la seguente tabella:
| Posizione della federazione in base al Ranking EHF 2019-2020 | Numero di squadre partecipanti                    |
| ------------------------------------------------------------ | ------------------------------------------------- |
| 1º e 9º posto                                                | 1                                                 |
| Dal 10º al 18º posto                                         | Estrazione di 7 tra i club che ne fanno richiesta |
| Dal 19º al 49º posto                                         | 0                                                 |

### Svolgimento della competizione
La Champions League è articolata su cinque fasi e più precisamente:
- Fase di qualificazione e Wild Card
- Fase a gironi
- Ottavi di finale
- Quarti di finale
- Final Four

#### Fase di qualificazione e Wild Card
A questa prima fase partecipano 20 squadre e più precisamente:
- le squadre campioni nazionali dei Paesi con posizione nel ranking dal 12º al 27º posto;
- le squadre invitate dall'EHF come Wild Card.

I club vengono divise in 5 raggruppamenti da quattro squadre; generalemte si svolgono in casa della squadra con il miglior posizionamento nel ranking e vengono disputati con la formula dell'eliminazione diretta con gara singola di semifinali e finali 1º e 3º posto.
Le vincenti dei vari gruppi si qualificano alla successiva fase a gironi; le squadre classificate al 2º e al 3º posto accedono al 3º turno di EHF Cup mentre le squadre classificate al 4º posto accedono al 2º turno della suddetta manifestazione.

#### Fase a gironi
A questa fase vi partecipano 24 squadre e più precisamente:
- le squadre campioni, la 2ª e la 3ªclassificate nei tornei nazionali dei Paesi con posizione nel ranking dal 1º al 2º posto;
- le squadre campioni e la 2ª classificata nei tornei nazionali dei Paesi con posizione nel ranking dal 3º al 6º posto;
- le squadre campioni nazionali dei Paesi con posizione nel ranking dal 7º all'11º posto;
- le 5 squadre vincenti il primo turno;

Le 24 squadre sono divise in 4 gironi da 6 club ciascuno e vengono disputato con la formula del girone all'italiana con partite di andata e ritorno.

Ai fini della determinazione del punteggio finale in ogni girone, il sistema di assegnazione punti è il seguente:
- 2 punti per la vittoria;
- 1 punto per il pareggio;
- 0 punti per la sconfitta.

Qualora in caso di parità di punti fosse necessario stabilire la precedenza tra due squadre, si terrà conto nell'ordine dei fattori come segue:
- differenza reti generale
- gol segnati;
- reti segnate;
- punti realizzati nello scontro diretto;
- differenza reti nello scontro diretto;
- gol segnati nello scontro diretto.

Accedono alla fase successiva le prime 4 di ogni gruppo.

#### Ottavi di finale
Come detto sopra agli ottavi di finale del torneo prendono parte le 16 squadre qualificate dal turno precedente e cioè le prime quattro classificate di ciascun gruppo.
Gli ottavi di finale vengono disputati con la formula dell'eliminazione diretta con partite di andata e ritorno in cui le squadre classificate al 1º e al 2º posto nella fase a gironi giocano la gara di ritorno in casa.
Gli accoppiamenti vengono determinati per sorteggio con il seguente criterio:
- le prime classificate dei vari gruppi contro le quarte;
- le seconde classificate dei vari gruppi contro le terze.

#### Quarti di finale
Ai quarti di finale del torneo prendono parte le 8 squadre qualificate dagli ottavi di finale.
I quarti di finale vengono disputati con la formula dell'eliminazione diretta con partite di andata e ritorno in cui le squadre meglio classificate nella fase a gironi giocano la gara di ritorno in casa.

#### Final four

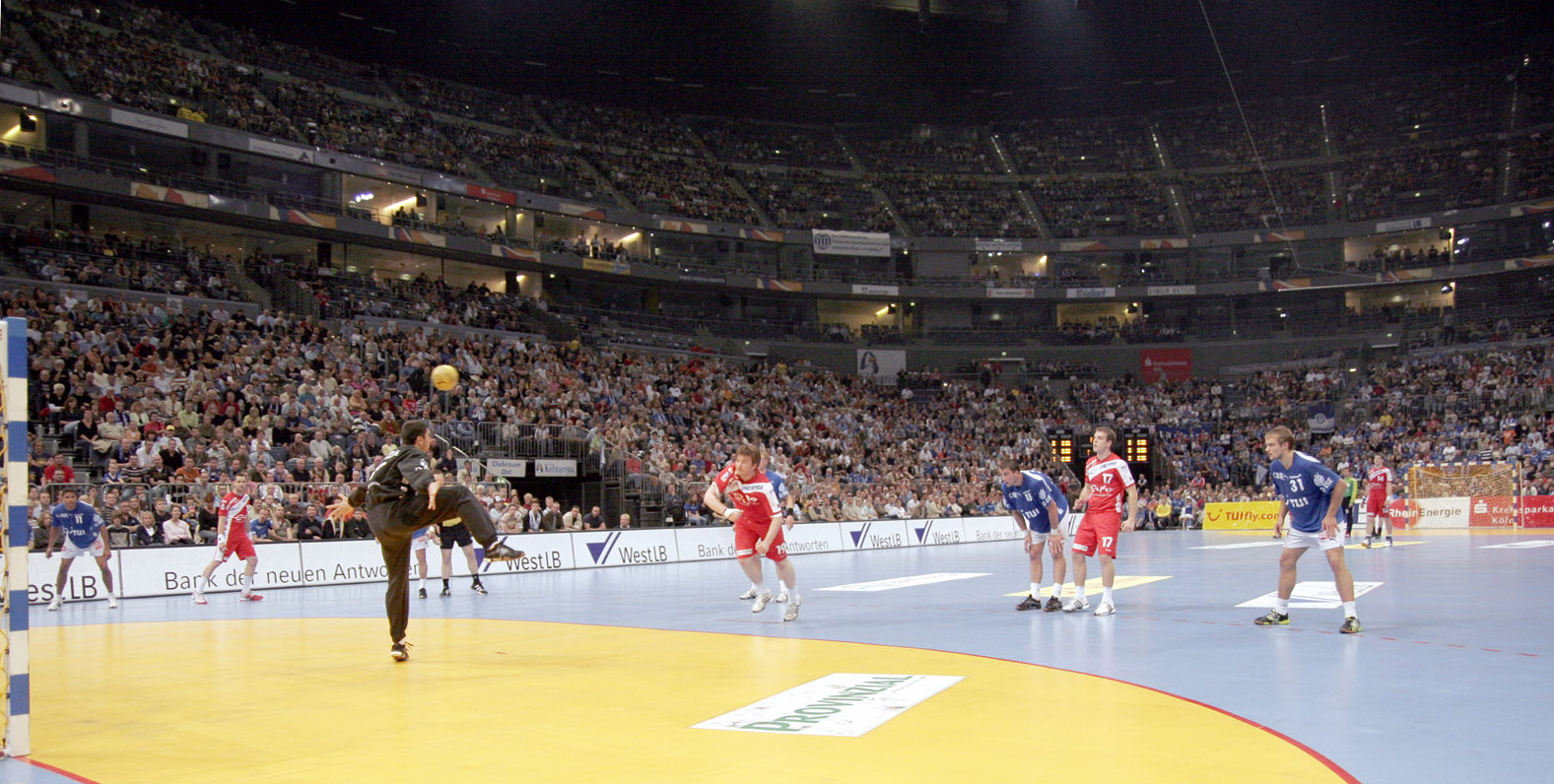
L'interno della Lanxess Arena di Colonia dove vengono disputate le final four della Champions League

A partire dalla stagione 2009-2010 vengono disputate le final four della manifestazione. Vi prendono parte le 4 squadre qualificate dai quarti di finele e generalmente si disputano tra la fine di maggio e l'inizio di giugno con la formula dell'eliminazione diretta tramite singola gara.
Le vincenti delle due semifinali accedono alla finale per il 1º e per il 2º posto mentre le sconfitte giocano la finalina per il 3º e per il 4º posto. La vincente della finale per il 1º e 2º posto è proclamata campione d'Europa.
Fin dalla loro istituzione si sono sempre disputate a Colonia, presso la Lanxess Arena.

### Montepremi
Di seguito viene riportata la tabella dei montepremi che vengono distribuiti per la Champions League.
Il club vincitore può riuscire ad incassare un massimo di €uro 495.000.
| Posizione               | Montepremi                                               |
| ----------------------- | -------------------------------------------------------- |
| Vincitore               | €uro 350.000 (€uro 100.000 base + €uro 250.000 di bonus) |
| Finalista               | €uro 250.000 (€uro 100.000 base + €uro 150.000 di bonus) |
| 3º classificato         | €uro 200.000 (€uro 100.000 base + €uro 100.000 di bonus) |
| 4º classificato         | €uro 150.000 (€uro 100.000 base + €uro 50.000 di bonus)  |
| Quarti di finale        | €uro 40.000 per club                                     |
| Ottavi di finale        | €uro 25.000 per club                                     |
| Vincitore fase a gruppi | €uro 80.000 (€uro 40.000 base + €uro 40.000 di bonus)    |
| 2ª fase a gruppi        | €uro 70.000 (€uro 40.000 base + €uro 30.000 di bonus)    |
| 3ª fase a gruppi        | €uro 60.000 (€uro 40.000 base + €uro 20.000 di bonus)    |
| 4ª fase a gruppi        | €uro 50.000 (€uro 40.000 base + €uro 10.000 di bonus)    |
| 5ª e 6ª fase a gruppi   | €uro 40.000 (€uro 40.000 base)                           |

## Statistiche

### Albo d'oro
| Edizione                                                         | Data                                           | Vincitore            | Risultato                              | Finalista            | Sede/i finale/i                             | Spettatori               |
| ---------------------------------------------------------------- | ---------------------------------------------- | -------------------- | -------------------------------------- | -------------------- | ------------------------------------------- | ------------------------ |
| Dal 1956 al 1993 la competizione è denominata Coppa dei Campioni |                                                |                      |                                        |                      |                                             |                          |
| 1956 - 1957                                                      | 9 marzo 1957                                   | Sel. di Praga        | 21-13                                  | Sel. di Örebro       | Parigi                                      |                          |
| L'edizione 1957-1958 non si è disputata                          |                                                |                      |                                        |                      |                                             |                          |
| 1958 - 1959                                                      | 18 aprile 1959                                 | Redbergslids         | 18-13                                  | Frisch Auf Göppingen | Parigi                                      |                          |
| 1959 - 1960                                                      | 12 marzo 1960                                  | Frisch Auf Göppingen | 18-13                                  | Aarhus GF            | Parigi                                      |                          |
| L'edizione 1960-1961 non si è disputata                          |                                                |                      |                                        |                      |                                             |                          |
| 1961 - 1962                                                      | 7 aprile 1962                                  | Frisch Auf Göppingen | 13-11                                  | Partizan Bjelovar    | Parigi                                      |                          |
| 1962 - 1963                                                      | 6 aprile 1963                                  | Dukla Praga          | 15-13 (dts)                            | Dinamo Bucarest      | Parigi                                      |                          |
| L'edizione 1963-1964 non si è disputata                          |                                                |                      |                                        |                      |                                             |                          |
| 1964 - 1965                                                      | 4 aprile 1965                                  | Dinamo Bucarest      | 13-11                                  | Medveščak            | Lione                                       |                          |
| 1965 - 1966                                                      | 22 aprile 1966                                 | Lipsia               | 16-14                                  | Honvéd               | Parigi                                      |                          |
| 1966 - 1967                                                      | 28 aprile 1967                                 | Gummersbach          | 17-13                                  | Dukla Praga          | Dortmund                                    |                          |
| 1967 - 1968                                                      | 6 aprile 1968                                  | Steaua Bucarest      | 13-11                                  | Dukla Praga          | Francoforte sul Meno                        |                          |
| L'edizione 1968-1969 non si è disputata                          |                                                |                      |                                        |                      |                                             |                          |
| 1969 - 1970                                                      | 26 aprile 1970                                 | Gummersbach          | 14-11                                  | Dynamo Berlino       | Dortmund                                    |                          |
| 1970 - 1971                                                      | 2 aprile 1971                                  | Gummersbach          | 17-16                                  | Steaua Bucarest      | Dortmund                                    |                          |
| 1971 - 1972                                                      | 19 febbraio 1972                               | Partizan Bjelovar    | 19-14                                  | Gummersbach          | Dortmund                                    |                          |
| 1972 - 1973                                                      | 7 aprile 1973                                  | MAI Mosca            | 26-23                                  | Partizan Bjelovar    | Dortmund                                    |                          |
| 1973 - 1974                                                      | 21 aprile 1974                                 | Gummersbach          | 19-17                                  | MAI Mosca            | Dortmund                                    |                          |
| 1974 - 1975                                                      | 13 aprile 1975                                 | Vorwärts Francoforte | 19-17                                  | Borac Banja Luka     | Dortmund                                    |                          |
| 1975 - 1976                                                      | 11 aprile 1976                                 | Borac Banja Luka     | 17-15                                  | Fredericia KFUM      | Banja Luka                                  |                          |
| 1976 - 1977                                                      | 22 aprile 1977                                 | Steaua Bucarest      | 21-20                                  | CSKA Mosca           | Sindelfingen                                |                          |
| 1977 - 1978                                                      | 22 aprile 1978                                 | Magdeburgo           | 28-22                                  | Śląsk Wrocław        | Magdeburgo                                  |                          |
| 1978 - 1979                                                      | Andata: 22 aprile 1979 Ritorno: 29 aprile 1979 | Großwallstadt        | Andata: 14-10 Ritorno: 16-18           | Empor Rostock        | Andata: Monaco di Baviera Ritorno: Rostock  |                          |
| 1979 - 1980                                                      | 30 aprile 1980                                 | Großwallstadt        | 21-12                                  | Valur                | Monaco di Baviera                           |                          |
| 1980 - 1981                                                      | Andata: Ritorno:                               | Magdeburgo           | Andata: 23-25 Ritorno: 29-18           | Slovan Lubiana       | Andata: Magdeburgo Ritorno: Lubiana         |                          |
| 1981 - 1982                                                      | Andata: 2 maggio 1982 Ritorno: 8 maggio 1982   | Honvéd               | Andata: 25-16 Ritorno: 24-18           | St. Otmar San Gallo  | Andata: Budapest Ritorno: San Gallo         |                          |
| 1982 - 1983                                                      | Andata: 24 aprile 1983 Ritorno: 1º maggio 1983 | Gummersbach          | Andata: 29-15 Ritorno: 13-14           | CSKA Mosca           | Andata: Mosca Ritorno: Gummersbach          |                          |
| 1983 - 1984                                                      | Andata: Ritorno:                               | Dukla Praga          | Andata: 21-17 Ritorno: 17-12 (4-2 dtr) | Metaloplastika Šabac | Andata: Praga Ritorno: Šabac                |                          |
| 1984 - 1985                                                      | Andata: 13 aprile 1985 Ritorno: 20 aprile 1985 | Metaloplastika Šabac | Andata: 19-12 Ritorno: 30-20           | Atlético Madrid      | Andata: Šabac Ritorno: Madrid               |                          |
| 1985 - 1986                                                      | Andata: 4 maggio 1986 Ritorno: 10 maggio 1986  | Metaloplastika Šabac | Andata: 24-29 Ritorno: 30-23           | Wybrzeże Gdańsk      | Andata: Danzica Ritorno: Šabac              |                          |
| 1986 - 1987                                                      | Andata: Ritorno:                               | SKA Minsk            | Andata: 32-24 Ritorno: 30-25           | Wybrzeże Gdańsk      | Andata: Minsk Ritorno: Danzica              |                          |
| 1987 - 1988                                                      | Andata: 16 maggio 1988 Ritorno: 23 maggio 1988 | CSKA Mosca           | Andata: 18-15 Ritorno: 18-21           | Essen                | Andata: Mosca Ritorno: Essen                |                          |
| 1988 - 1989                                                      | Andata: Ritorno:                               | SKA Minsk            | Andata: 24-30 Ritorno: 37-23           | Steaua Bucarest      | Andata: Bucarest Ritorno: Minsk             |                          |
| 1989 - 1990                                                      | Andata: 20 maggio 1990 Ritorno: 8 giugno 1990  | SKA Minsk            | Andata: 26-21 Ritorno: 27-29           | Barcellona           | Andata: Minsk Ritorno: Barcellona           |                          |
| 1990 - 1991                                                      | Andata: 5 maggio 1991 Ritorno: 19 maggio 1991  | Barcellona           | Andata: 23-21 Ritorno: 17-20           | Proleter Zrenjanin   | Andata: Zrenjanin Ritorno: Barcellona       |                          |
| 1991 - 1992                                                      | Andata: 2 maggio 1992 Ritorno: 15 maggio 1992  | Zagabria             | Andata: 22-20 Ritorno: 28-18           | Cantabria            | Andata: Zagabria Ritorno: Santander         |                          |
| 1992 - 1993                                                      | Andata: 23 maggio 1993 Ritorno: 30 maggio 1993 | Zagabria             | Andata: 22-17 Ritorno: 18-22           | Wallau-Massenheim    | Andata: Zagabria Ritorno: Hofheim am Taunus |                          |
| Dal 1993 a oggi la competizione è denominata Champions League    |                                                |                      |                                        |                      |                                             |                          |
| 1993 - 1994                                                      | Andata: 23 aprile 1994 Ritorno: 30 aprile 1994 | Cantabria            | Andata: 22-17 Ritorno: 18-22           | Braga                | Andata: Braga Ritorno: Santander            | 2 000 Spet. 3 000 Spet.  |
| 1994 - 1995                                                      | Andata: 17 aprile 1995 Ritorno: 22 aprile 1995 | Bidasoa Irun         | Andata: 30-20 Ritorno: 26-27           | Zagabria             | Andata: Bidasoa Ritorno: Zagabria           | 3 000 Spet. 12 000 Spet. |
| 1995 - 1996                                                      | Andata: 20 aprile 1996 Ritorno: 26 aprile 1996 | Barcellona           | Andata: 23-15 Ritorno: 23-23           | Bidasoa Irun         | Andata: Barcellona Ritorno: Irun            | 8 500 Spet. 3 000 Spet.  |
| 1996 - 1997                                                      | Andata: 12 aprile 1997 Ritorno: 19 aprile 1997 | Barcellona           | Andata: 31-22 Ritorno: 30-23           | Zagabria             | Andata: Barcellona Ritorno: Zagabria        | 6 500 Spet. 11 000 Spet. |
| 1997 - 1998                                                      | Andata: 18 aprile 1998 Ritorno: 25 aprile 1998 | Barcellona           | Andata: 28-18 Ritorno: 28-22           | Zagabria             | Andata: Barcellona Ritorno: Zagabria        | 8 000 Spet. 10 000 Spet. |
| 1998 - 1999                                                      | Andata: 10 aprile 1999 Ritorno: 17 aprile 1999 | Barcellona           | Andata: 22-22 Ritorno: 29-18           | Zagabria             | Andata: Zagabria Ritorno: Barcellona        | 10 000 Spet. 8 000 Spet. |
| 1999 - 2000                                                      | Andata: 22 aprile 2000 Ritorno: 29 aprile 2000 | Barcellona           | Andata: 25-28 Ritorno: 29-24           | Kiel                 | Andata: Kiel Ritorno: Barcellona            | 7 500 Spet.              |
| 2000 - 2001                                                      | Andata: 21 aprile 2001 Ritorno: 28 aprile 2001 | San Antonio          | Andata: 30-24 Ritorno: 22-25           | Barcellona           | Andata: Pamplona Ritorno: Barcellona        | 3 000 Spet. 9 000 Spet.  |
| 2001 - 2002                                                      | Andata: 21 aprile 2002 Ritorno: 27 aprile 2002 | Magdeburgo           | Andata: 21-23 Ritorno: 30-25           | Veszprém             | Andata: Veszprém Ritorno: Magdeburgo        | 2 500 Spet. 8 000 Spet.  |
| 2002 - 2003                                                      | Andata: 26 aprile 2003 Ritorno: 4 maggio 2003  | Montpellier          | Andata: 19-27 Ritorno: 31-19           | San Antonio          | Andata: Pamplona Ritorno: Montpellier       | 3 000 Spet.              |
| 2003 - 2004                                                      | Andata: 18 aprile 2004 Ritorno: 24 aprile 2004 | Celje                | Andata: 34-28 Ritorno: 28-30           | Flensburg-Handewitt  | Andata: Celje Ritorno: Flensburgo           | 5 000 Spet. 6 000 Spet.  |
| 2004 - 2005                                                      | Andata: 30 aprile 2005 Ritorno: 7 maggio 2005  | Barcellona           | Andata: 27-28 Ritorno: 29-27           | Ciudad Real          | Andata: Ciudad Real Ritorno: Barcellona     | 5 500 Spet. 8 200 Spet.  |
| 2005 - 2006                                                      | Andata: 22 aprile 2006 Ritorno: 30 aprile 2006 | Ciudad Real          | Andata: 25-19 Ritorno: 37-28           | San Antonio          | Andata: Pamplona Ritorno: Ciudad Real       | 3 300 Spet. 5 500 Spet.  |
| 2006 - 2007                                                      | Andata: 22 aprile 2007 Ritorno: 29 aprile 2007 | Kiel                 | Andata: 28-28 Ritorno: 29-27           | Flensburg-Handewitt  | Andata: Flensburgo Ritorno: Kiel            | 6 300 Spet. 10 300 Spet. |
| 2007 - 2008                                                      | Andata: 4 maggio 2008 Ritorno: 11 maggio 2008  | Ciudad Real          | Andata: 27-29 Ritorno: 31-25           | Kiel                 | Andata: Ciudad Real Ritorno: Kiel           | 5 500 Spet. 10 300 Spet. |
| 2008 - 2009                                                      | Andata: 24 maggio 2009 Ritorno: 31 maggio 2009 | Ciudad Real          | Andata: 34-39 Ritorno: 33-27           | Kiel                 | Andata: Kiel Ritorno: Ciudad Real           | 10 300 Spet. 5 500 Spet. |
| 2009 - 2010                                                      | 30 maggio 2010                                 | Kiel                 | 36-34                                  | Barcellona           | Colonia                                     | 19 374 Spet.             |
| 2010 - 2011                                                      | 29 maggio 2011                                 | Barcellona           | 27-24                                  | Ciudad Real          | Colonia                                     | 19 250 Spet.             |
| 2011 - 2012                                                      | 27 maggio 2012                                 | Kiel                 | 26-21                                  | Atlético Madrid      | Colonia                                     | 20 000 Spet.             |
| 2012 - 2013                                                      | 2 giugno 2013                                  | Amburgo              | 30-29                                  | Barcellona           | Colonia                                     | 19 250 Spet.             |
| 2013 - 2014                                                      | 1º giugno 2014                                 | Flensburg-Handewitt  | 30-28                                  | Kiel                 | Colonia                                     | 19 800 Spet.             |
| 2014 - 2015                                                      | 31 maggio 2015                                 | Barcellona           | 28-23                                  | Veszprém             | Colonia                                     | 19 500 Spet.             |
| 2015 - 2016                                                      | 29 maggio 2016                                 | Kielce               | 34-33                                  | Veszprém             | Colonia                                     | 20 000 Spet.             |
| 2016 - 2017                                                      | 4 giugno 2017                                  | Vardar               | 24-23                                  | Paris-Saint Germain  | Colonia                                     | 19 500 Spet.             |
| 2017 - 2018                                                      | 27 maggio 2018                                 | Montpellier          | 32-26                                  | Nantes               | Colonia                                     | 20 000 Spet.             |
| 2018 - 2019                                                      | 2 giugno 2019                                  | Vardar               | 27-24                                  | Veszprém             | Colonia                                     | 19 500 Spet.             |
| 2019 - 2020                                                      | 29 dicembre 2020                               | Kiel                 | 33-28                                  | Barcellona           | Colonia                                     | 0 Spet.                  |
| 2020 - 2021                                                      | 13 giugno 2021                                 | Barcellona           | 36-23                                  | Aalborg              | Colonia                                     | 1 000 Spet.              |
| 2021 - 2022                                                      | 19 giugno 2022                                 | Barcellona           | 37-35                                  | Kielce               | Colonia                                     | 19 250 spet.             |
| 2022 - 2023                                                      | 18 giugno 2023                                 | Magdeburgo           | 30-29                                  | Kielce               | Colonia                                     | 19 750 Spet.             |
| 2023 - 2024                                                      | 9 giugno 2024                                  | Barcellona           | 31-30                                  | Aalborg              | Colonia                                     | 19 750 Spet.             |
| 2024 - 2025                                                      | 15 giugno 2025                                 | Magdeburgo           | 32-26                                  | Füchse Berlino       | Colonia                                     | 20 074 Spet.             |

### Riepilogo edizioni vinte per squadra
| Squadra              | Vittorie | Secondi posti | Anni vittorie                                                          | Anni secondi posti     |
| -------------------- | -------- | ------------- | ---------------------------------------------------------------------- | ---------------------- |
| Barcellona           | 12       | 4             | 1991, 1996, 1997, 1998, 1999, 2000, 2005, 2011, 2015, 2021, 2022, 2024 | 1990, 2001, 2010, 2020 |
| Magdeburgo           | 5        | 0             | 1978, 1981, 2002, 2023, 2025                                           |                        |
| Gummersbach          | 5        | 1             | 1967, 1970, 1971, 1974, 1983                                           | 1972                   |
| Kiel                 | 4        | 4             | 2007, 2010, 2012, 2020                                                 | 2000, 2008, 2009, 2014 |
| Ciudad Real          | 3        | 2             | 2006, 2008, 2009                                                       | 2005, 2011             |
| SKA Minsk            | 3        | 0             | 1987, 1989, 1990                                                       |                        |
| Vardar               | 2        | 0             | 2017, 2019                                                             |                        |
| Montpellier          | 2        | 0             | 2003, 2018                                                             |                        |
| Zagabria             | 2        | 4             | 1992, 1993                                                             | 1995, 1997, 1998, 1999 |
| Metaloplastika Šabac | 2        | 1             | 1985, 1986                                                             | 1984                   |
| Dukla Praga          | 2        | 2             | 1963, 1984                                                             | 1967, 1968             |
| Großwallstadt        | 2        | 0             | 1979, 1980                                                             |                        |
| Steaua Bucarest      | 2        | 2             | 1968, 1977                                                             | 1971, 1989             |
| Frisch Auf Göppingen | 2        | 1             | 1960, 1962                                                             | 1959                   |
| Kielce               | 1        | 2             | 2016                                                                   | 2022, 2023             |
| Flensburg-Handewitt  | 1        | 2             | 2014                                                                   | 2004, 2007             |
| Amburgo              | 1        | 0             | 2013                                                                   |                        |
| Celje                | 1        | 0             | 2004                                                                   |                        |
| San Antonio          | 1        | 2             | 2001                                                                   | 2003, 2006             |
| Bidasoa Irun         | 1        | 1             | 1995                                                                   | 1996                   |
| Cantabria            | 1        | 1             | 1994                                                                   | 1992                   |
| CSKA Mosca           | 1        | 2             | 1988                                                                   | 1977, 1983             |
| Honvéd               | 1        | 1             | 1982                                                                   | 1966                   |
| Borac Banja Luka     | 1        | 1             | 1976                                                                   | 1975                   |
| Vorwärts Francoforte | 1        | 0             | 1975                                                                   |                        |
| MAI Mosca            | 1        | 1             | 1973                                                                   | 1974                   |
| Partizan Bjelovar    | 1        | 2             | 1972                                                                   | 1962 , 1973            |
| Lipsia               | 1        | 0             | 1966                                                                   |                        |
| Dinamo Bucarest      | 1        | 1             | 1965                                                                   | 1963                   |
| Redbergslids         | 1        | 0             | 1959                                                                   |                        |
| Sel. di Praga        | 1        | 0             | 1957                                                                   |                        |
| Füchse Berlino       | 0        | 1             |                                                                        | 2025                   |
| Aalborg              | 0        | 2             |                                                                        | 2021, 2024             |
| Nantes               | 0        | 1             |                                                                        | 2018                   |
| Paris-Saint Germain  | 0        | 1             |                                                                        | 2017                   |
| Veszprém             | 0        | 4             |                                                                        | 2002, 2015, 2016, 2019 |
| Braga                | 0        | 1             |                                                                        | 1994                   |
| Wallau-Massenheim    | 0        | 1             |                                                                        | 1993                   |
| Proleter Zrenjanin   | 0        | 1             |                                                                        | 1991                   |
| Essen                | 0        | 1             |                                                                        | 1988                   |
| Wybrzeże Gdańsk      | 0        | 2             |                                                                        | 1986, 1987             |
| Atlético Madrid      | 0        | 2             |                                                                        | 1985, 2012             |
| St. Otmar San Gallo  | 0        | 1             |                                                                        | 1982                   |
| Slovan Lubiana       | 0        | 1             |                                                                        | 1981                   |
| Valur                | 0        | 1             |                                                                        | 1980                   |
| Empor Rostock        | 0        | 1             |                                                                        | 1979                   |
| Śląsk Wrocław        | 0        | 1             |                                                                        | 1978                   |
| Fredericia KFUM      | 0        | 1             |                                                                        | 1976                   |
| Dynamo Berlino       | 0        | 1             |                                                                        | 1970                   |
| Medveščak            | 0        | 1             |                                                                        | 1965                   |
| Aarhus GF            | 0        | 1             |                                                                        | 1960                   |
| Sel. di Örebro       | 0        | 1             |                                                                        | 1957                   |

### Riepilogo edizioni vinte per nazione
| Numero | Nazioni            | Club |
| ------ | ------------------ | --- |
| 22     | Germania           | Gummersbach - 5 titoli Magdeburgo - 5 titoli Kiel - 4 titoli Frisch Auf Göppingen - 2 titoli Großwallstadt - 2 titoli Vorwärts Francoforte - 1 titolo Lipsia - 1 titolo Amburgo - 1 titolo Flensburg-Handewitt - 1 titolo |
| 18     | Spagna             | Barcellona - 12 titoli Ciudad Real - 3 titoli Cantabria - 1 titolo Bidasoa Irun - 1 titolo San Antonio - 1 titolo |
| 5      | Unione Sovietica   | SKA Minsk - 3 titoli CSKA Mosca - 1 titolo MAI Mosca - 1 titolo |
| 4      | Jugoslavia         | Metaloplastika Šabac - 2 titoli Borac Banja Luka - 1 titolo Partizan Bjelovar - 1 titolo |
| 3      | Cecoslovacchia     | Dukla Praga - 2 titoli Sel. di Praga - 1 titolo |
| 3      | Romania            | Steaua Bucarest - 2 titoli Dinamo Bucarest - 1 titolo |
| 2      | Macedonia del Nord | Vardar - 2 titoli |
| 2      | Croazia            | Zagabria - 2 titoli |
| 2      | Francia            | Montpellier - 2 titoli |
| 1      | Slovenia           | Celje - 1 titolo |
| 1      | Svezia             | Redbergslids - 1 titolo |
| 1      | Ungheria           | Honvéd - 1 titolo |
| 1      | Polonia            | Kielce - 1 titolo |

### Trofeo
La squadra vincitrice della EHF Champions League ritira la coppa al termine della cerimonia di premiazione e dovrà riconsegnarla prima della finale dell'edizione successiva della competizione. In cambio il club riceve una replica del trofeo in forma ridotta rispetto all'originale.
Una squadra che vince la Champions League per cinque volte in totale o per tre volte di seguito può detenere il trofeo originale; al 2012 le uniche due compagini che detengono il trofeo originale sono la formazione spagnola dell'FC Barcellona, che ha vinto il trofeo per 12 volte di cui 5 consecutive, e la squadra tedesca del VfL Gummersbach con 5 successi.